# Estany Primer (sjö i Encamp)
Estany Primer är en sjö i Andorra.   Den ligger i parroquian Encamp, i den östra delen av landet, 14 kilometer öster om huvudstaden Andorra la Vella. Estany Primer ligger 2 301 meter över havet.
Trakten runt Estany Primer består i huvudsak av gräsmarker.